# Луций Эмилий Павел (консул 219 года до н. э.)
Луций Эмилий Павел (лат. Lucius Aemilius Paulus; погиб 2 августа 216 года до н. э.) — древнеримский военачальник и политический деятель, консул 219 и 216 годов до н. э. Во время первого консульства воевал в Иллирии, подчинил эту страну Риму и был удостоен триумфа. В 218 году был в составе посольства, объявившего войну Карфагену и неудачно пытавшегося заключить союз с иберами и галлами. Получил второе консульство в разгар Второй Пунической войны, но его коллегой стал непримиримый политический противник, Гай Теренций Варрон. Последний против воли Луция Эмилия дал карфагенской армии под командованием Ганнибала сражение при Каннах, в котором римская армия была полностью уничтожена, а Луций Эмилий погиб.
Сыном и зятем Луция Эмилия были двое видных полководцев — Луций Эмилий Павел Македонский и Публий Корнелий Сципион Африканский соответственно.

## Биография

### Происхождение
Луций Эмилий принадлежал к знатному патрицианскому роду Эмилиев, который античные авторы относили к самым старым семействам Рима. Одна из восемнадцати старейших триб получила своё название в честь этого рода. Его генеалогию возводили либо к Пифагору, либо к царю Нуме Помпилию, а одна из версий традиции, приводимая Плутархом, называет Эмилией дочь Энея и Лавинии, родившую от Марса Ромула — легендарного основателя Рима.

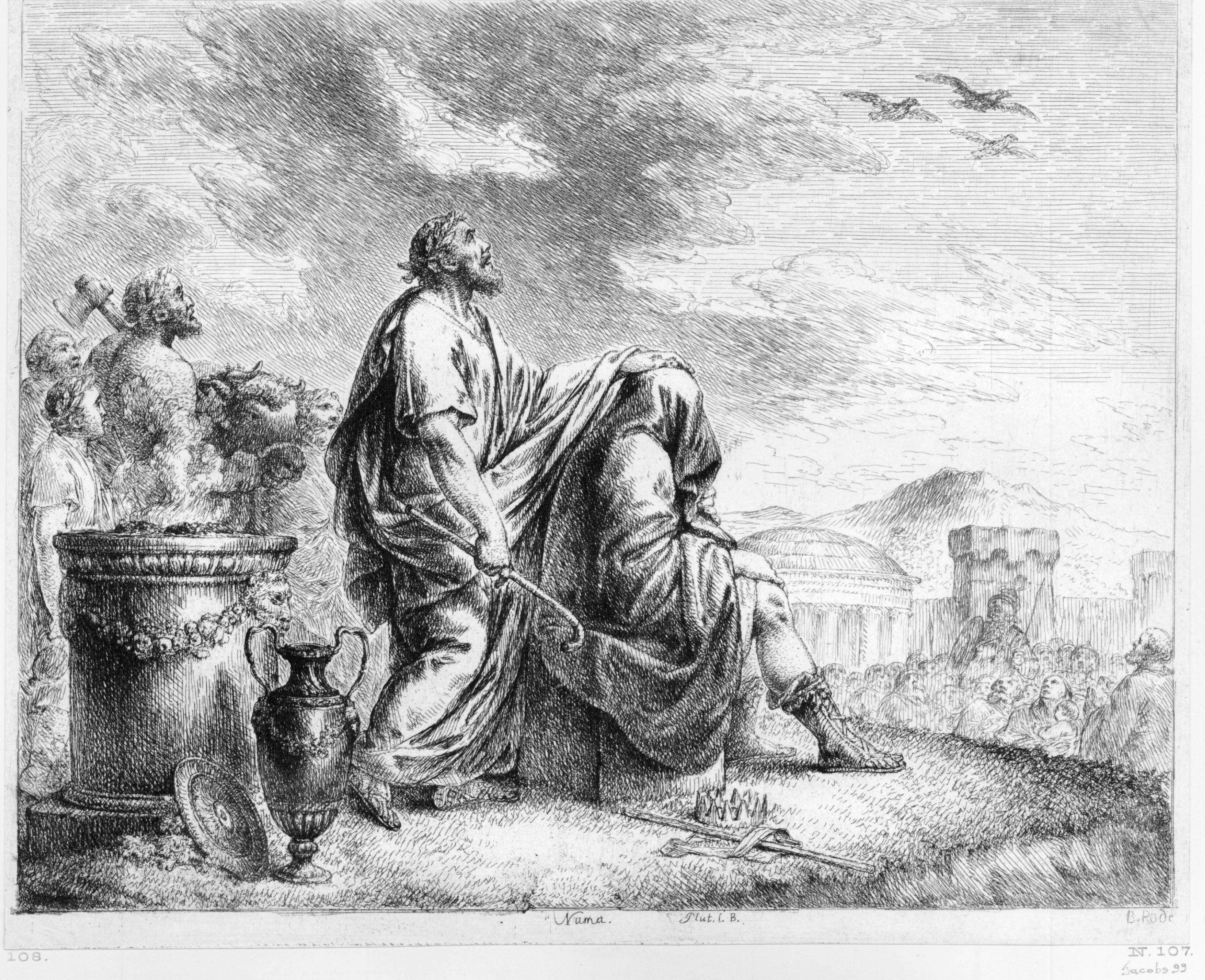
Нума Помпилий советуется с богами

Представителей этого рода отличали, если верить Плутарху, «высокие нравственные качества, в которых они неустанно совершенствовались». В III веке до н. э. Эмилии регулярно получали консульство, и в историографии их называют применительно к этой эпохе ядром одной из «политических клик, стремившихся захватить всю власть целиком». Их политическими союзниками были Ливии, Сервилии, Папирии, Корнелии Сципионы, Ветурии, Лицинии.
Отцом Луция был Марк Эмилий Павел, консул 255 года до н. э., сражавшийся с карфагенянами на море во время Первой Пунической войны.

### Начало карьеры
Луций Эмилий впервые упоминается в источниках под 219 годом до н. э., когда он стал консулом вместе с Марком Ливием Салинатором. Коллеги отправились в Иллирию воевать с Деметрием Фаросским, который, опираясь на союз с Македонией, тревожил набегами владения Рима. Луций Эмилий и Марк Ливий взяли штурмом крепость Дималу, после этого приняли капитуляцию большинства других городов, подконтрольных Деметрию, и напали на Фарос. Им удалось хитростью выманить Деметрия из города и, разбив в сражении, принудить к бегству к царю Филиппу. Уже к концу лета римляне подчинили всю Иллирию и вернулись домой.
Полибий в связи с этими событиями упоминает только Луция Эмилия, который, согласно «Всеобщей истории», один отпраздновал «блестящий триумф». Но автор сочинения «О знаменитых людях» сообщает, что и Марк Ливий тоже был удостоен триумфа за иллирийскую войну. К тому же оба коллеги фигурируют в последующих событиях, связанных с летней кампанией 219 года: по истечении консульского срока Марка Ливия обвинили в расхищении военной добычи и осудили голосами почти всех триб, а Луций Эмилий «едва уцелел», с этих пор питая неприязнь к «черни» (Плутарх утверждает, будто Павлу был вынесен обвинительный приговор и будто Павел был этим приговором запуган).
Вероятно, ещё в год консульства Луция Эмилия и Марка Ливия сенат издал постановление о сносе храмов Сераписа и Исиды. Ни один работник не посмел поднять руку на священные здания; тогда Эмилий Павел скинул свою претексту, схватил топор и нанёс первый удар по дверям одного из храмов.
В 218 году Луций Эмилий стал одним из легатов, направленных в Африку для формального объявления войны Карфагену (на тот момент уже шла активная подготовка к боевым действиям). Возглавлял посольство Квинт Фабий, а другими легатами были Марк Ливий Салинатор, Гай Лициний и Квинт Бебий Тамфил. Выполнив первую часть своей миссии, послы переправились в Испанию, чтобы заключить союзы с местными племенами. Баргузии приняли их дружелюбно, но вольцианы поставили в вину римлянам гибель Сагунта, взятого Ганнибалом, и после этого иберы перестали идти на контакт с посольством. Римляне попытались ещё убедить галлов не пропускать карфагенскую армию через свою территорию, но те подняли послов на смех. Легаты вернулись в Рим уже после отбытия консулов к армиям.
На момент смерти (216 год до н. э.) Луций Эмилий состоял в коллегии понтификов, но когда он в неё вступил, неизвестно

### Второе консульство
Луций Эмилий не упоминается в источниках в связи с событиями первых двух лет Второй Пунической войны, когда Ганнибал перешёл Альпы и разгромил две римские армии при Требии и при Тразименском озере. За этими поражениями последовала диктатура Квинта Фабия, предпочитавшего избегать открытых столкновений с противником, но вызвавшего своей осторожностью недовольство плебса. В обстановке острого политического кризиса начались выборы консулов на 216 год до н. э.
На первом этапе победил только плебейский кандидат — Гай Теренций Варрон, сторонник решительных мер и скорейшего разгрома противника. В этой ситуации патриции решили сплотиться вокруг одной фигуры и выбрали для этой цели Луция Эмилия Павла, известного своей неприязнью к плебсу. Другие кандидаты-патриции (Публий Корнелий Меренда, Луций Манлий Вульсон и Марк Эмилий Лепид) от дальнейшего участия в выборах отказались, и это обеспечило победу Луцию Эмилию, который, правда, согласился стать консулом с большой неохотой. В результате высший пост заняли люди с совершенно разными взглядами на то, как следует вести войну: если Варрон был за наступательную стратегию, то Павел вслед за Квинтом Фабием выступал за действия в обороне и выжидание.
Видимо, на какое-то время победила идея разгромить Ганнибала в одном сражении. Об этом говорит мобилизация к лету 216 года до н. э. огромной армии, которая для оборонительной войны не была бы нужна. Полибий и Ливий сообщают о 86—87 тысячах воинов, а Плутарх — даже о 92 тысячах, помимо которых были ещё четыре легиона в Риме и в Галлии. Было решено, что консулы будут командовать армией попеременно, меняясь через день. Такое решение может быть аргументом в пользу того, что взгляды Павла и Варрона на способ ведения войны не различались так сильно, как это изображают источники: в противном случае для Луция Эмилия логичнее было бы настоять на разделении армии.
О кампании 216 года до н. э. известно не очень много. Полибий и Ливий предлагают две версии событий, предшествовавших битве при Каннах. Согласно Полибию, Ганнибал двинул свою армию к городу Канны в Апулии, и стоявшие здесь лагерем проконсулы обратились к сенату за инструкциями; сенат же направил на соединение с ними Павла и Варрона, получивших приказ дать генеральное сражение. При сближении двух армий произошёл ряд стычек, в которых перевес был на стороне римлян, но битва не начиналась из-за сдержанной тактики Луция Эмилия. В конце концов Ганнибалу, оказавшемуся запертым в долине реки Ауфид, удалось спровоцировать Варрона в день, когда последнему принадлежало командование, вывести римское войско из лагеря для боя.
Ливий пишет, что кампания началась с объединения двух римских армий — консульской и проконсульской. В случайной стычке римляне нанесли большие потери карфагенским фуражирам, но Луций Эмилий, боясь засады, остановил наступление. Позже Ганнибал, у которого заканчивалось продовольствие, действительно организовал засаду, но его замысел не удался из-за осторожности Павла, выславшего вперёд разведку, и из-за перебежчиков. Только тогда карфагенская армия ушла в Апулию, к Каннам, и здесь Варрон в первый же свой день командования переправил армию через Ауфид и начал битву.
Мнения по этому поводу в историографии расходятся: одни учёные считают более правдоподобной версию Полибия, другие — версию Ливия.

### Битва при Каннах
В сражении, состоявшемся 2 августа 216 года до н. э., у римлян был подавляющий перевес в пехоте (правда, две трети легионеров были новобранцами). На этом и был основан план битвы, составленный Варроном — возможно, при участии Луция Эмилия. Предполагалось раздавить противника атакой легионов, для чего была увеличена глубина построения и промежутки между манипулами были сделаны более узкими, чем обычно. В результате получилась не фаланга, а скорее колонна с огромной ударной мощью.
Чтобы противостоять удару этой колонны, Ганнибал выстроил свою армию полумесяцем, направленным выпуклой стороной к противнику. При этом в центре стояли наиболее слабые части — галльская и иберийская пехота, а фланги занимали ливийцы и конница, более многочисленная и боеспособная, чем у римлян.

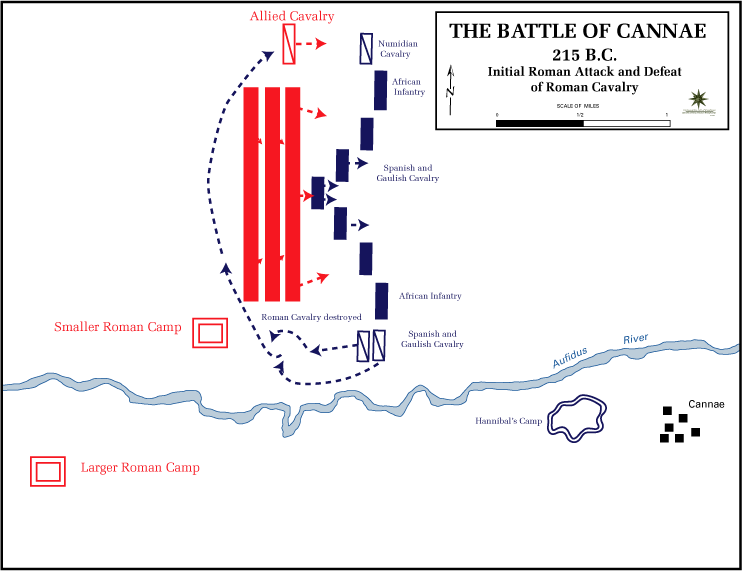
Битва при Каннах: атака римской армии

Согласно Титу Ливию и Полибию, Луций Эмилий командовал при Каннах правым флангом, согласно Аппиану — центром. Современный историк Е. Родионов считает более правдоподобной версию Аппиана, поскольку в противном случае получается, что главнокомандующий Варрон возглавлял конницу союзников, а не граждан. Уже в начале битвы Луций Эмилий был тяжело ранен камнем из пращи, но всё же продолжал сражаться в рядах конницы. Легионы прорвали оборону галлов и иберов, но, преследуя их, угодили в тактический «мешок», где на флангах оказалась более сильная и практически нетронутая ливийская пехота. Тем временем конница Ганнибала разгромила римскую кавалерию и ударила легионерам в тыл. Это стало началом полного разгрома.

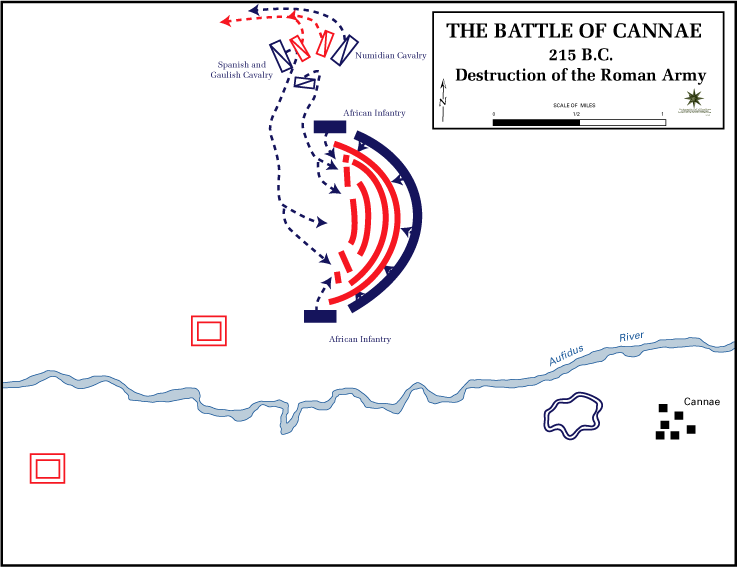
Битва при Каннах: уничтожение римской армии

Луций Эмилий, «сознавая, что участь всей битвы зависит от легионов пехоты, верхом на лошади прискакал к центру, сам кинулся в бой и рубил неприятелей, в то же время ободряя и воодушевляя своих воинов». Ливий, а следом за ним Плутарх сообщают о том, что после падения консула с коня (он либо был сброшен раненым животным, либо упал из-за собственных ран) другие римские кавалеристы якобы тоже спешились, очень обрадовав этим Ганнибала. Сохранился романтический рассказ о последних минутах Луция Эмилия:

Павел, втянутый в гущу и водоворот бегства, весь израненный копьями и дротиками, подавленный тяжелейшею скорбью, сел на какой-то камень и ждал смерти от руки врага. Кровь так обильно залила ему голову и лицо, что даже друзья и слуги проходили мимо, не узнавая его. Только один человек заметил и узнал консула — молодой патриций Корнелий Лентул. Он спрыгнул с коня, подвел его к Павлу и принялся умолять, чтобы тот спас себя ради сограждан, которые-де теперь, как никогда, нуждаются в хорошем полководце. Но Павел не склонился на его просьбы; не обращая внимания на слезы юноши, он заставил его снова сесть на коня, подал ему руку и промолвил, поднимаясь с места: «Расскажи, Лентул, Фабию Максиму и сам будь свидетелем, что Павел Эмилий следовал его советам до конца и ни в чём не нарушил уговора, но был побежден сначала Варроном, а затем Ганнибалом». С этим поручением Павел отпустил Лентула, а сам бросился в самую сечу и нашел свою смерть.
— Плутарх. Фабий Максим, 17
.
Е. Родионов считает этот рассказ выдумкой. Уверенно можно говорить только о том, что Луций Эмилий погиб в бою.

## Потомки
У Луция Эмилия был сын того же имени, который так же, как отец, дважды становился консулом, а за военные заслуги получил агномен «Македонский». В источниках упоминается и одна дочь, которую Валерий Максим называет Эмилией Терцией, то есть «Эмилией Третьей»; при этом никакой информации о её гипотетических старших сёстрах нет. Эмилия стала женой Публия Корнелия Сципиона, получившего позже агномен «Африканский». Старший из её сыновей адоптировал сына Павла Македонского, то есть своего двоюродного брата, получившего имя Публий Корнелий Сципион Эмилиан.
Существует также предположение, что именно сын Луция Эмилия был адоптирован Марком Ливием Салинатором и стал предком Ливиев Друзов.

## Образ Луция Эмилия Павла в источниках
На изображение Луция Эмилия в античной литературе имели определяющее влияние два фактора. Одним из основных источников о Второй Пунической войне стала «Всеобщая история» Полибия, покровителем которого был внук Павла Сципион Эмилиан. Кроме того, Луций Эмилий стал героем «официальной сенатской версии римской истории», нашедшей наиболее полное выражение у Тита Ливия. В этом качестве Павла противопоставляли плебею Варрону, изображавшемуся как явно отрицательный персонаж.
В результате образ Луция Эмилия у античных авторов получился схематичным и идеализированным: это благородный и очень благоразумный человек, которому приходилось противостоять в первую очередь даже не Ганнибалу, а своему взбалмошному и бестолковому коллеге. Канны показали «его здравомыслие и мужество»; он вступил в сражение «с уклончивостью, равной храбрости, с какою встретил смерть».
Гораций, развивая этот образ, написал в одной из своих од, будто бы Луций Эмилий, «видя вражьих сил успех», покончил с собой.

## В культуре
Луций Эмилий действует в повести Александра Немировского «Слоны Ганнибала». Он является также персонажем фильмов «Ганнибал — человек, который ненавидел Рим» и «Ганнибал против Рима».

### Первоисточники
1. Аврелий Виктор. О знаменитых людях // Римские историки IV века. — М.: Росспэн, 1997. — С. 179—224. — ISBN 5-86004-072-5.
2. Луций Анней Флор. Эпитомы // Малые римские историки. — М.: Ладомир, 1996. — 99—190 с. — ISBN 5-86218-125-3.
3. Аппиан Александрийский. Римская история. — М.: Ладомир, 2002. — 880 с. — ISBN 5-86218-174-1.
4. Валерий Максим. Достопамятные деяния и изречения. — СПб.: Издательство СПбГУ, 2007. — 308 с. — ISBN 978-5-288-04267-6.
5. Валерий Максим. Достопамятные деяния и изречения. — СПб., 1772. — Т. 2. — 520 с.
6. Веллей Патеркул. Римская история // Малые римские историки. — М.: Ладомир, 1996. — С. 11—98. — ISBN 5-86218-125-3.
7. Тит Ливий. История Рима от основания города. — М.: Наука, 1994. — Т. 2. — ISBN 5-02-008995-8.
8. Плутарх. Сравнительные жизнеописания. — СПб.: Кристалл, 2001. — С. 153—192. — ISBN 5-02-011570-3, 5-02-011568-1.
9. Полибий. Всеобщая история. — М.: АСТ, 2004. — Т. 1. — 768 с. — ISBN 5-17-024958-6.

### Вторичные источники
1. Broughton T. Magistrates of the Roman Republic. — New York, 1951. — Vol. I. — P. 600.
2. Klebs E. Aemilius // RE. — 1893. — Bd. I, 1. — Kol. 543—544.
3. Klebs E. Aemilius 118 // RE. — 1893. — Bd. I, 1. — Kol. 581.
4. Münzer F. Römische Adelsparteien und Adelsfamilien. — Stuttgart, 1920. — P. 437.
5. Кораблёв И. Ганнибал. — М.: Наука, 1981. — 360 с.
6. Лансель С. Ганнибал.. — М.: Молодая гвардия, 2002. — 368 с. — ISBN 5-235-02483-4.
7. Ревяко К. Пунические войны. — Минск: "Университетское издательство", 1988. — 272 с. — ISBN 5-7855-0087-6.
8. Родионов Е. Пунические войны. — СПб.: Издательство СПбГУ, 2005. — 626 с. — ISBN 5-288-03650-0.